# قائمة أعمال مريم فخر الدين
لمريم فخر الدين 192 فيلمًا، كما مثلت 51 مسلسلاً تلفزيونيُا، بالإضافة لعدة أخرى متنوعة. وهذه قائمة بأغلب أعمال مريم فخر الدين مرتبة حسب السنة:
(يرجى ملاحظة أن بعض الأعمال غير متفق على سنة عرضها، والترجيح هنا لمعلومات موقع IMDb إذا توفرت، ثم للمعلومات الخاصة بإصدار الدي في دي للفيلم)

## أفلام
| - كل ما تريده لولا:2007 - واحد كابوتشينو:2005 - بهاريز:2000 - الحب الأول:1999 - نوبة حراسة:1997 - النوم في العسل:1996-القوادة - قشر البندق:1995 - رغبات:1994 - يا تحب يا تقب:1994-بلبله -نبيله هانم الشربتلي - دماء على الثوب الأبيض:1994 - اللي رقصوا ع السلم:1994-الأرملة إنجي - الحب بين قوسين:1993-صافيناز - أم جيهان - تحقيق مع مواطنة:1993-خيريه - أحوال شخصية:1992 - سمارة الأمير:1992-زوجة مهدي باشا - فخ الجواسيس:1992-جورجيت - مولد نجم:1991-بُثينة - مذبحة الشرفاء:1991 - احذروا هذه المرأة:1991-عمة الدكتورة نادرة - البريء والجلاد:1991-دولت هانم - غلطة أم:1989 - عريس في اليانصيب:1989 - إلى أين تأخذني هذه الطفلة:1989-أم مودي زوج سعاد - يا عزيزي كلنا لصوص:1989- ام شرباهات - عندما يتكلم الصمت:1988-ام كمال - إغتيال مدرسة:1988-مديرة المدرسه - زمن الممنوع:1988-الأم - مهمة صعبة جدا:1987-ام احمد - العصابة:1987 - الرجل يحب مرتين:1987-ام ماجدة - إبليس في المدينة:1987-تحية - البيت الملعون:1987 - ويبقى الحب:1987 - المطاردة الأخيرة:1986 - دموع الشيطان:1986-والده وفاء - نأسف لهذا الخطأ:1986 - الهروب من الخانكة:1986-ماما زوزو - هالة - وصمة عار:1986-أم إلهام - جذور في الهواء:1986 - إبنتي والذئاب:1986-فاطمة - المشهد الأخير:1986 - الزيارة الاخيرة:1986-والده احمد - حكاية في كلمتين:1985-والدة نوال - قضية عم أحمد:1985-الهانم - بصمات فوق الماء:1985-أم سلوى - الحب في غرفة الانعاش:1985-ام مرفت - ملائكة الشوارع:1985-ضيفة الفيلم - تحت السطح الهادي:1985-ام عمرو | - التريللا:1985 - موت سميرة:1985 - الجوهرة:1985-نجيه والدة زكي - فتوة درب العسال:1985 - قمر الليل:1984-ناهد هانم - بحر الأوهام:1984-ليلى هانم - بنات إبليس:1984-زوجة هاشم أبو اليزيد - نعيمة فاكهة محرمة:1984 - الشيطان يغني:1984 - البرنس:1984-نفيسة الخربوطلي - انهم يقتلون الشرفاء:1984-سامية - السادة المرتشون:1983 - العذراء والشعر الأبيض:1983-ام دولت - سجن بلا قضبان:1983-والدة ليلى - وضاع حبي هناك:1982-توحيده - ام حسين - عروسة وجوز عرسان:1982 - زيارة سرية: 1981-أُلفت - مخيمر دايما جاهز:1980 - حبيبي دائما:1980 - الثعالب الصغيره:1980-داليا - من يدفع الثمن؟:1980 - آسفة أرفض الطلاق:1980 - سأعود بلا دموع:1980-والدة هدى - خائفة من شيء ما:1979-سمية هانم - يمهل ولا يهمل:1979-شويكار - عاصفة من الدموع:1979-إحسان هانم -والدة طارق - عشاق تحت العشرين:1979-ليلى - الملاعين:1979-نفيسة - سأكتب اسمك على الرمال:1979-لولا الاسبانيه - قلوب في بحر الدموع:1978-هديه - سلطانة الطرب:1978-الملكة نازلي - أريد حبا و حنانا:1978-فاطمه زوجة فريد - الرغبة والثمن:1978 - القاضي والجلاد:1978-ليلى - الكلمة الأخيرة:1978 - كلهم في النار:1978 - بنت غير كل البنات:1978-الراهبة ماري مديرة المدرسة - شفاه لا تعرف الكذب:1978-زينب - ايام العمر معدودة:1978 - المليونيرة النشالة:1978-زينب هانم - خالة ميرفت - قصر في الهواء:1978-فردوس - القطط السمان:1978-ام نبيل - آه يا ليل يا زمن:1977 - طائر الليل الحزين:1977-محسنة زوجة حازم المغربي - عذراء .. ولكن:1977-الأم زبيدة - همسات الليل:1977-الأم كريمة - حرامي الحب:1977-ضيفة الفيلم - قطة على نار:1977 | - الدموع في عيون ضاحكة:1977 - مكان للحب (خطايا الحب):1977 - دقة قلب:1976-أم منى - أنا لا عاقلة ولا مجنونة:1976 - سنه أولى حب:1976 - رحلة الأيام:1976 - الشيطان يدق بابك:1976 - عندما يسقط الجسد:1976-إنجي - العاشقات:1976- الأم - مراهقة من الأرياف:1976-أم حسن - حافية على جسر الذهب:1976-ليليان - وداعا إلى الأبد:1976-عالية - يا رب توبة:1975-أم زكي -زوجة مراد باشا - شبان هذه الأيام:1975-اقبال - دعونا نحب:1975 - لا تتركني وحدي:1975-عزيزه - جنون الشباب:1975-والده سلوى - آنسات وسيدات:1974-ام صلاح - رحلة العمر:1974-مديحة - الهارب:1974-دريه -زوجة الصحفي - حبيبتي شقية جداً:1974-زوجة العميد - وكان الحب:1974-والدة د.مراد - الوفاء العظيم:1974-ضيفة الشرف "فوقية" - العصفور:1974-الام - الشحات:1973 - ذكرى ليلة حب:1973 - 3 فتيات مراهقات:1973-هدى - شلة المراهقين:1973-إلهام - البنات لازم تتجوز:1973 - التجربة الأولى:1972 - ساعة الصفر:1972 - الأضواء:1972 - ليلة حب أخيرة:1972 - بيت من رمال:1972 - أضواء المدينة:1972 - ذئاب على الطريق:1972-نجوى - النجمة المشهورة - لمسة حنان:1971-ضيفة شرف - الوادي الأصفر:1970 - سوق الحريم:1969-فريده عبد الوهاب فتحي - بئر الحرمان:1969-والدة ناهد مرفت - فرسان الغرام:1968 - الصعاليك:1968 - لقاء الغرباء:1968 - أين حبي:1968 - كريم بن الشيخ:1964-حبيبة البطل - الأيدي الناعمة:1963-جيهان - ثمن الحب:1963-سعاد - نار في صدري:1963-ليلي الجندي - عريس لأختي:1963-أمال | - القصر الملعون:1962-يُسرية - بقايا عذراء:1962-زوجة الباشا - يوم بلا غد:1962-ليلى - وحيدة:1961-وحيدة - مع الذكريات:1961-إلهام - بلا عودة:1961 - رسالة إلى الله:1961-عائشة بنت حسين - موعد مع الماضي:1961-فاطمة - العملاق:1960-ناهد - لقاء في الغروب:1960-آمال - البنات والصيف:1960 - وداعا يا حب:1960-أماني - ثلاث وريثات:1960-ميرفت - أقوى من الحياة:1960-زينب - ملاك وشيطان:1960-والدة الطفلة - عنتر يغزو الصحراء:1960 - المبروك:1959-زينب - أبو أحمد:1959-أمينة - نور الليل:1959-ليلى - ارحم حبي:1959-نادية - حكاية حب:1959-نادية - قلب من ذهب:1959 - فضيحة في الزمالك:1959-أمينة - ماليش غيرك:1958-بسيمة - خالد بن الوليد:1958-ليلى بنت المنهال - شباب اليوم:1958-فتحية - الحب الصامت:1958-هدى - لا أنام:1957-صفية - طاهرة:1957-طاهرة - أنا وقلبي:1957 - رد قلبي:1957-الأميرة أنجي - رحلة غرامية:1957-نادية - هارب من الحب:1956-ليلى - العروسة الصغيرة:1956-سهام - عهد الهوى:1955-أمال - الغائبة:1955 - رنة الخلخال:1955-فضيلة - جريمة حب:1955-ثريا - الشك القاتل:1954-وفاء - الأرض الطيبة:1954-سعدية - شيطان الصحراء:1954-دلال - وعد:1954-فاطمة - رسالة غرام:1954-إلهام/وداد - نافذة على الجنة:1953-سميحة - السماء لا تنام:1952-نادية - المساكين:1952 - ليلة غرام:1951-ليلى - التجربة الأولى |

## مسلسلات
| - الوتر المشدود:2009 - تعيش وتاخد غيرها:2007 - مواطن بدرجة وزير:2006 - ولم تنس أنها امرأة:2006 - المرسى والبحار:2005 - صاحبك من بختك:2003 - إحنا نروح القسم:2001 - منشية البكري:2001 - احلام مؤجلة:2000 - قط وفار فايف ستار:2000 - أوبرا عايدة:2000-ليليان - شنة و رنة:2000 - شيكورونة:1999 - شيء غير الحب:1998 | - ضد التيار:1997 - الحاوي:1997-ضيفة الحلقات - تلفزيون في بيتي:1997-ضيفة شرف - حكايات مستر أيوب ومسز عنايات:1996 - الصبار:1995 - لا:1994 - العائلة:1994-إلينا - خرافة اسمها الفشل:1993 - أمهات في بيت الحب:1993-سنية - العرضحالجي:1992-ضيفة شرف - عصر الفرسان:1992 - رأفت الهجان (ج3) :1991-جان بلومبرج - قابيل و قابيل:1991 | - أولادي:1989-دولت - الرحلة:1989 - بنات الأصول:1988 - حكاية ماما زوزو:1988-نادية, أم حمادة - الحب في حقيبة دبلوماسية: 1987 - صرخة برئ:1987 - أولاد آدم:1986-الخالة / ضيفة الحلقات - غلطة العمر:1986 - أبرياء في قفص الاتهام:1984-عايدة - الجلاد و الحب:1984 - أبناء العطش:1982 - صيام صيام:1981 - كيمو:1979-علية والدة كيمو - المجهول:1977 | - العاصفة:1977 - الهاربان:1976 - غصن الزيتون:1976 - العصابة:1970 - نهاية القصة - أحلام مبروكة - حالة خاصة - بنات الثانوية - ولكنه الحب-والدة شيرين و خالة علاء الطمبولي - البركان - البحث عن الزمن الآخر - ثم تشرق الشمس |

## أخرى
| - سهرة تليفزيونية:24 قيراط :1999 - سهرة تليفزيونية:بدلة جينز :1998 - فوازير:عجايب صندوق الدنيا :1991 - سهرة تليفزيونية:عناق الموت والحياة | - سهرة تليفزيونية:الست عيشة - سهرة تليفزيونية:الأسوار - مسلسل اذاعي:فكرة بمليون جنيه | - سهرة تليفزيونية:الرجل والثعبان - سهرة تليفزيونية:دعاء - مسلسل اذاعي:أحببت فيك عذابي | - سهرة تليفزيونية:الطير المهاجر - سهرة تليفزيونية:اللقاء المر - سهرة تليفزيونية: مرة واحد صاحبنا |

## إنتاج
- شباب اليوم: 1958 - فيلم
- رحلة غرامية: 1957 - فيلم
- أنا وقلبي: 1957 - فيلم
- رنة الخلخال: 1955 - فيلم

## ضيفة برامج
- الليلة مع هالة سرحان: 1997
- ساعه صفا: 1997
- سؤال على الفيديو: 1993